# Pterotocera suidanaria
Pterotocera suidanaria là một loài bướm đêm trong họ Geometridae.